# Віче (журнал)
Журна́л «Ві́че» є теоретичним, громадсько-політичним виданням у структурі апарату Верховної Ради України, в основу діяльності якого покладено участь у державотворчому процесі шляхом збирання, творення, редагування з метою надання (поширення) документально-методичної, науково-прогностичної та іншої інформації державним органам, установам, об'єднанням громадян, а також широким верствам населення України та за її межами.
Заснований у листопаді 1991 у Києві.
Перший редактор — І. Скрутень

## Хронологія господарської діяльності
- Дата заснування в ЄДРПОУ: 06.03.1996. Код ЄДРПОУ: 19017925;
- В 2016 році Верховна Рада України постановила вийти із засновників журналу «Віче» з перетворенням редакції членами її трудового колективу в суб'єкт господарювання із збереженням назви, цільового призначення, мови видання і тематичної спрямованості друкованого засобу масової інформації.[2] За прийняття проекту відповідної постанови №4009 проголосували 236 депутатів за мінімально необхідних 226; [3]

- Внесення рішення засновників (учасників) юридичної особи або уповноваженого ними органу щодо припинення юридичної особи в результаті реорганізації: 03.01.2017;
- Зареєстровано зміни стану та назви юридичної особи з «Редакція журналу Верховної Ради України «Віче» на ТОВ «Редакція журналу «Віче» — 27.09.2018;
- Повідомлення про відкриття провадження у справі про банкрутство — 14.07.2022;
- Повідомлення про визнання боржника банкрутом і відкриття ліквідаційної процедури — 28.12.2022;
- Станом на 20.05.2024 р. діяльність компанії припинена, виконується процедура банкрутства.[4]